# Superkombat Fighting Championship
Superkombat dawniej Superkombat® Fighting Championship – rumuńska organizacja, która promuje walki w kickboxingu. Została założona w 2011 roku w Bukareszcie przez Eduard Irimia. Przy produkcji imprez sportowych współpracowała z mniejszymi promotorami, m.in. z Niemcy, Chorwacja, Brazylia i Zjednoczone Emiraty Arabskie, a także z japońską organizacją K-1. Organizuje zawody na terenie światowy, choć głównym obszarem jej działalności jest Rumunia.

## Mistrzowie

### SUPERKOMBAT World GP
| Rok  | Mistrz               | 2. miejsce         | Turniej                                 |
| ---- | -------------------- | ------------------ | --------------------------------------- |
| 2010 | Serhij Łaszczenko    | Ismael Londt       | Finał SUPERKOMBAT World Grand Prix 2011 |
| 2012 | Pawło Żurawlow       | Ismael Londt       | Finał SUPERKOMBAT World Grand Prix 2012 |
| 2013 | Frank Muñoz          | Redouan Cairo      | Finał SUPERKOMBAT World Grand Prix 2013 |
| 2014 | Lorenzo Javier Jorge | Aristote Quitusisa | Finał SUPERKOMBAT World Grand Prix 2014 |
| 2015 | Tarik Khbabez        | Roman Kryklia      | Finał SUPERKOMBAT World Grand Prix 2015 |

### Mistrzowie
| Kategoria           | Waga                   | Mistrz            | Od                | Obrony tytułu |
| ------------------- | ---------------------- | ----------------- | ----------------- | ------------- |
| Ciężka              | ponad 96 kg (211,6 lb) | Ismael Londt      | 7 lipca 2012      | 0             |
| Super junior ciężka | do 95 kg (209,4 lb)    | wakat             |                   |               |
| Junior ciężka       | do 92 kg (202,8 lb)    | Ihar Buhajenka    | 21 grudnia 2013   | 0             |
| Półciężka           | do 86 kg (189,6 lb)    | César Almeida     | 7 maja 2016       | 0             |
| Średnia             | do 71 kg (156,5 lb)    | Amancio Paraschiv | 12 listopada 2016 | 0             |
| Lekka               | do 63,5 kg (140,0 lb)  | Cristian Spetcu   | 12 listopada 2016 | 0             |
| Kategoria kobiet    | Waga                   | Mistrz            | Od                | Obrony tytułu |
| Kogucia             | do 56 kg (123,5 lb)    | Marija Malenica   | 12 listopada 2016 | 0             |

### Lista dotychczasowych mistrzów

#### Kategoria ciężka (ponad 96 kg)
| Nr | Mistrz                                | Od           | Miejsce | Obrony tytułu |
| -- | ------------------------------------- | ------------ | ------- | ------------- |
| 1. | Ismael Londt (pok. Freddy’ego Kemayo) | 7 lipca 2012 | Warna   |               |

#### Kategoria super junior ciężka (do 95 kg)
| Nr    | Mistrz                               | Od               | Miejsce                                                                           | Obrony tytułu |
| ----- | ------------------------------------ | ---------------- | --------------------------------------------------------------------------------- | --- |
| 1.    | Andrei Stoica (pok. Ondřeja Hutníka) | 21 grudnia 2013  | Gałacz                                                                            | - #1 pokonał Ali Cenika, 21 czerwca 2014 w Konstancy - #2 pokonał Moisésa Baute, 25 października 2014 w Genewie - #3 pokonał Freda Sikkinga, 1 sierpnia 2015 w Mamai |
| 2.    | Lorenzo Javier Jorge                 | 7 listopada 2015 | Bukareszt                                                                         | |
| 3.    | Ionuț Iftimoaie                      | 6 sierpnia 2016  | Comănești                                                                         | |
| Wakat | Wakat                                | 7 sierpnia 2016  | Iftimoaie zwakował tytuł po tym, jak ogłosił zakończenie kariery kick-boxerskiej. | Iftimoaie zwakował tytuł po tym, jak ogłosił zakończenie kariery kick-boxerskiej.                                                                                    |

#### Kategoria junior ciężka (do 92 kg)
| Nr | Mistrz                              | Od              | Miejsce     | Obrony tytułu |
| -- | ----------------------------------- | --------------- | ----------- | ------------- |
| 1. | Bogdan Stoica (pok. Ivana Stanicia) | 12 maja 2012    | Kluż-Napoka |               |
| 2. | Ihar Buhajenka                      | 21 grudnia 2013 | Gałacz      |               |

#### Kategoria półciężka (do 86 kg)
| Nr | Mistrz                             | Od          | Miejsce   | Obrony tytułu |
| -- | ---------------------------------- | ----------- | --------- | ------------- |
| 1. | César Almeida (pok. Moisésa Baute) | 7 maja 2016 | Bukareszt |               |

#### Kategoria średnia (do 71 kg)
| Nr    | Mistrz                                 | Od                  | Miejsce                                                                          | Obrony tytułu                                                                    |
| ----- | -------------------------------------- | ------------------- | -------------------------------------------------------------------------------- | -------------------------------------------------------------------------------- |
| 1.    | Albert Kraus (pok. Alexandra Schmitta) | 19 listopada 2011   | Darmstadt                                                                        |                                                                                  |
| Wakat | Wakat                                  |                     | Kraus zwakował tytuł po tym, jak związał się z GLORY.                            | Kraus zwakował tytuł po tym, jak związał się z GLORY.                            |
| 2.    | Mike Zambidis (pok. Haruna Kina)       | 31 sierpnia 2013    | Bukareszt                                                                        | - #1 pokonał Haruna Kina, 17 stycznia 2014 w Atenach                             |
| Wakat | Wakat                                  | 27 czerwca 2015     | Zambidis zwakował tytuł po tym, jak ogłosił zakończenie kariery kick-boxerskiej. | Zambidis zwakował tytuł po tym, jak ogłosił zakończenie kariery kick-boxerskiej. |
| 3.    | Chris Ngimbi (pok. Amansio Paraschiva) | 1 października 2016 | Jassy                                                                            |                                                                                  |
| 4.    | Amansio Paraschiv                      | 12 listopada 2016   | Bukareszt                                                                        |                                                                                  |

#### Kategoria lekka (do 63,5 kg)
| Nr | Mistrz                                | Od                | Miejsce   | Obrony tytułu |
| -- | ------------------------------------- | ----------------- | --------- | ------------- |
| 1. | Cristian Spetcu (pok. Simona Santane) | 12 listopada 2016 | Bukareszt |               |

#### Kategoria kogucia kobiet (do 56 kg)
| Nr | Mistrz                           | Od                | Miejsce   | Obrony tytułu |
| -- | -------------------------------- | ----------------- | --------- | ------------- |
| 1. | Marija Malenica (pok. Annę Fucz) | 12 listopada 2016 | Bukareszt |               |